# Дмитровское благочиние (Сергиево-Посадская епархия)
Дмитровское благочиние — округ Сергиево-Посадской епархии Русской православной церкви, объединяющий 25 приходов.
Границы округа совпадали до 26 июля 2011 года с границами Дмитровского района Московской области, когда из его состава, в связи с возросшим количеством храмов, выделили Рогачёвское благочиние.
17 января 2017 года из него также выделили Яхромское благочиние.
Благочинный округа — протоиерей Афанасий Чорногуз, настоятель Успенского собора города Дмитров.

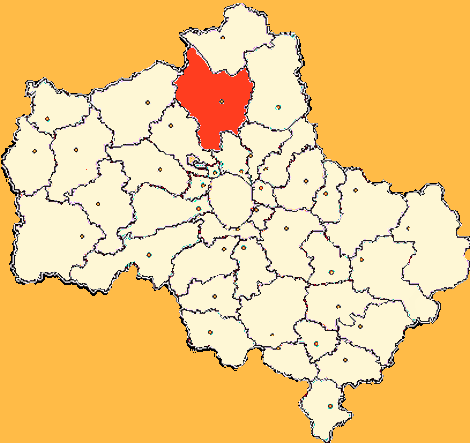
Дмитровский благочиннический округ до 26.07.2011 г.

После выделения из Дмитровского благочиния Рогачёвского и Яхромского, границы Дмитровского благочинного округа стали близки к Повельскому стану, Рогачёвского округа — к Каменскому стану, Яхромского — к Вышегородскому стану Дмитровского уезда.

## Храмы благочиния
Примечание — информация в данном разделе приведена по состоянию на ноябрь 2020 года.

### СелоВнуково

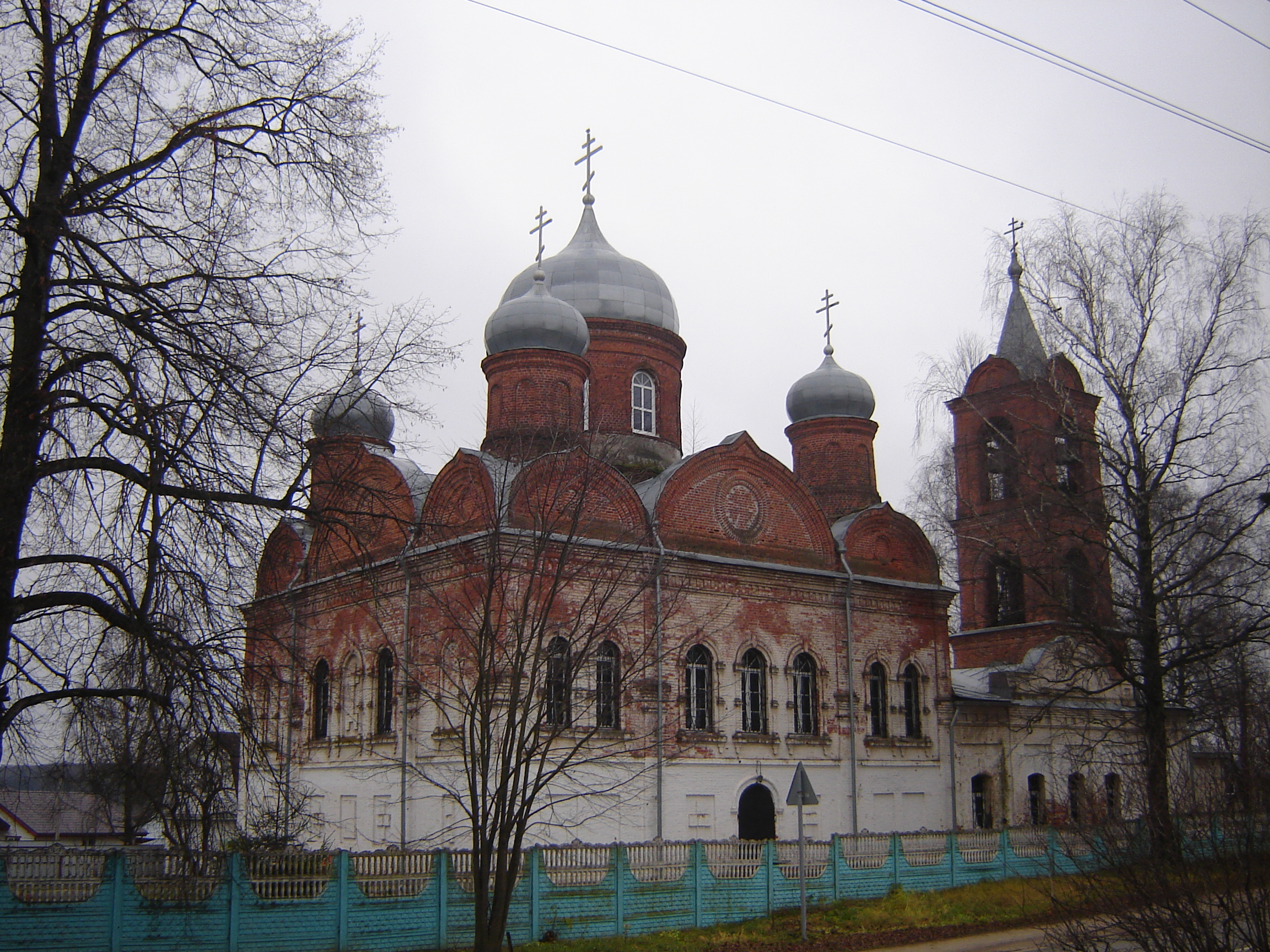
Троицкая церковь в селе Внуково

- Троицкая церковь

### СелоВороново
- храм Рождества Пресвятой Богородицы

### Даниловская Слобода (посёлок совхоза «Будённовец»)
- Никольская церковь

### ГородДмитров
- Успенский кафедральный собор

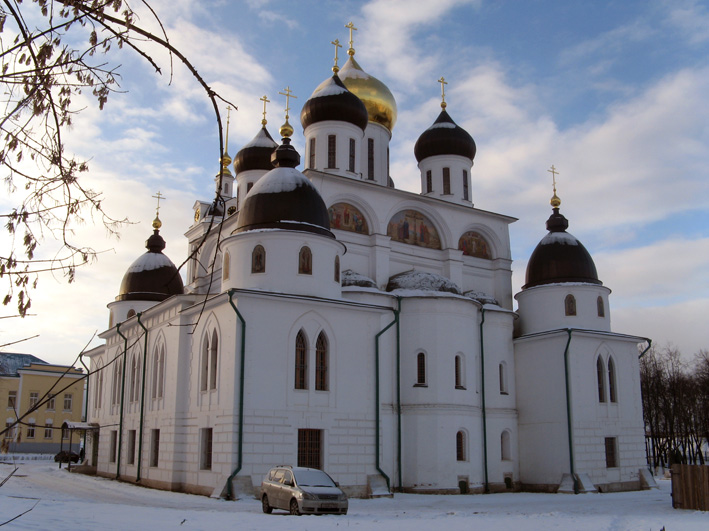
Успенский собор в Дмитрове

приписные храмы: часовня благоверного князя Александра Невского, храм Георгия Победоносца, храм Александра Свирского в СНТ «Междуречье»
- Сретенская церковь
- Введенская церковь

приписной храм Сергия Радонежского
- Казанская церковь

приписной домовый храм мученика Серафима Звездинского
- Троице-Тихвинская церковь
- Церковь Святой Праведной Елисаветы
- Церковь святого великомученика Пантелеимона

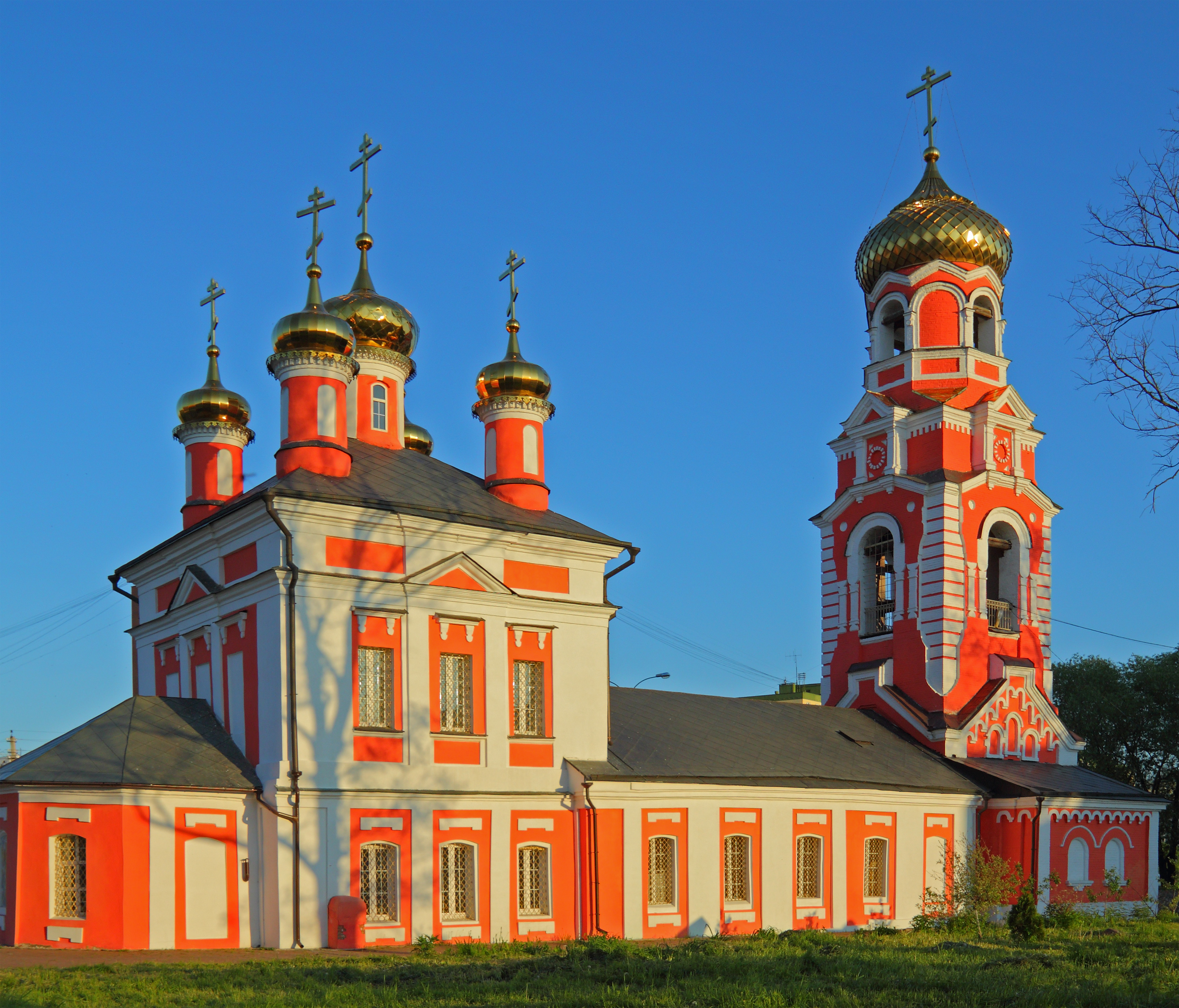
Сретенская церковь в Дмитрове

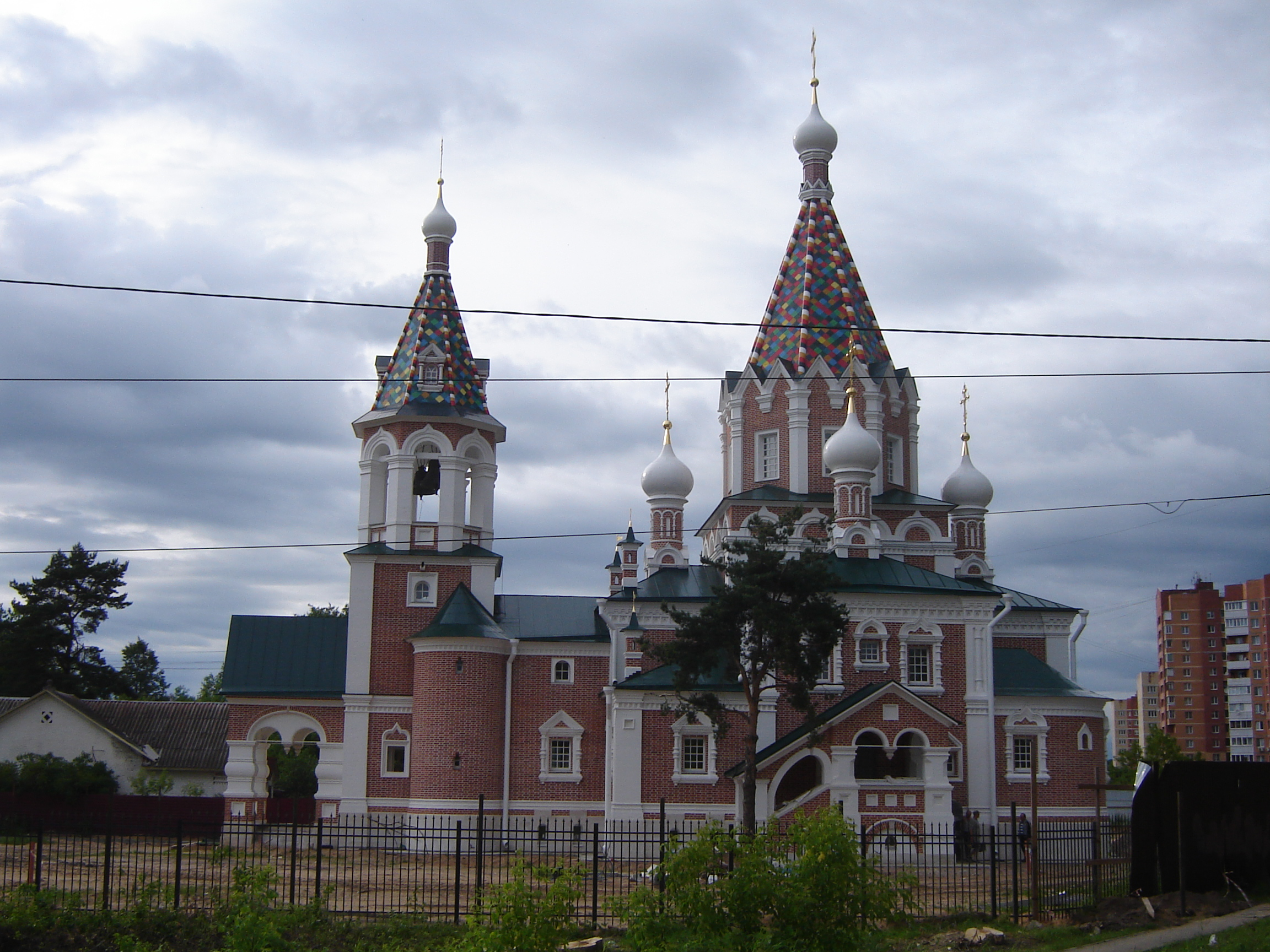
Храм Всемилостивого спаса в микрорайоне ДЗФС

- Храм Всех Святых
- Храм Всемилостивого спаса
- Храм Святой Магдалины

### СелоЖестылево
- Покровская церковь

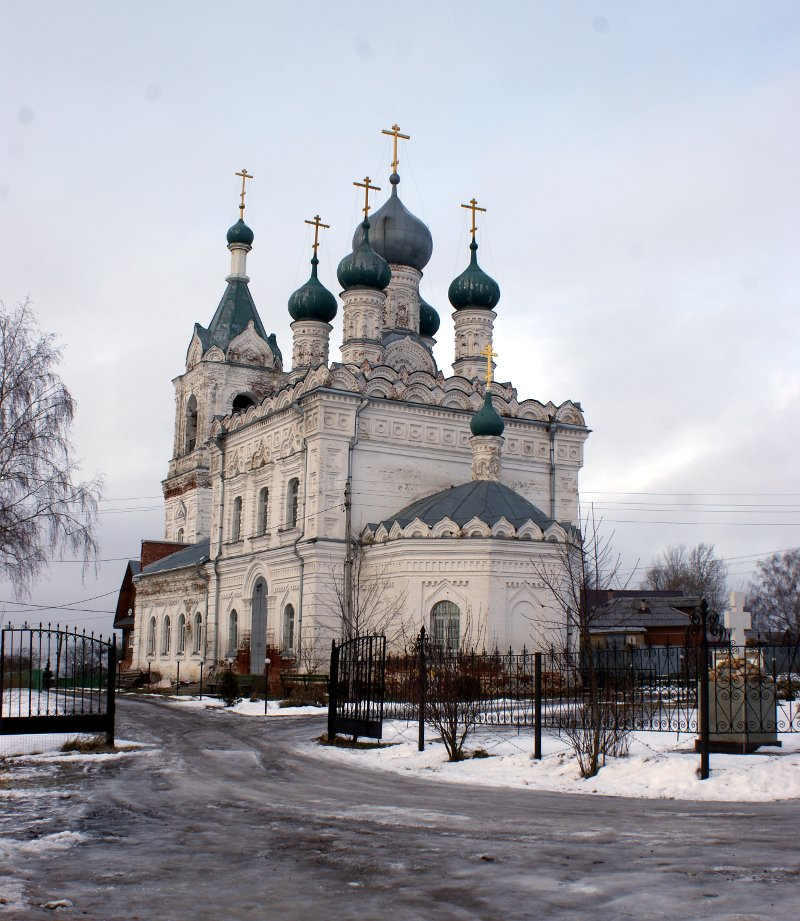
Фотографии Покровского храма села Жестылево

приписная часовня-купель Покрова Божией Матери

### СелоИльино
- Покровская церковь

### ДеревняКикино
- Покровская церковь

### ДеревняНадеждино
- Покровская церковь

### СелоОльявидово

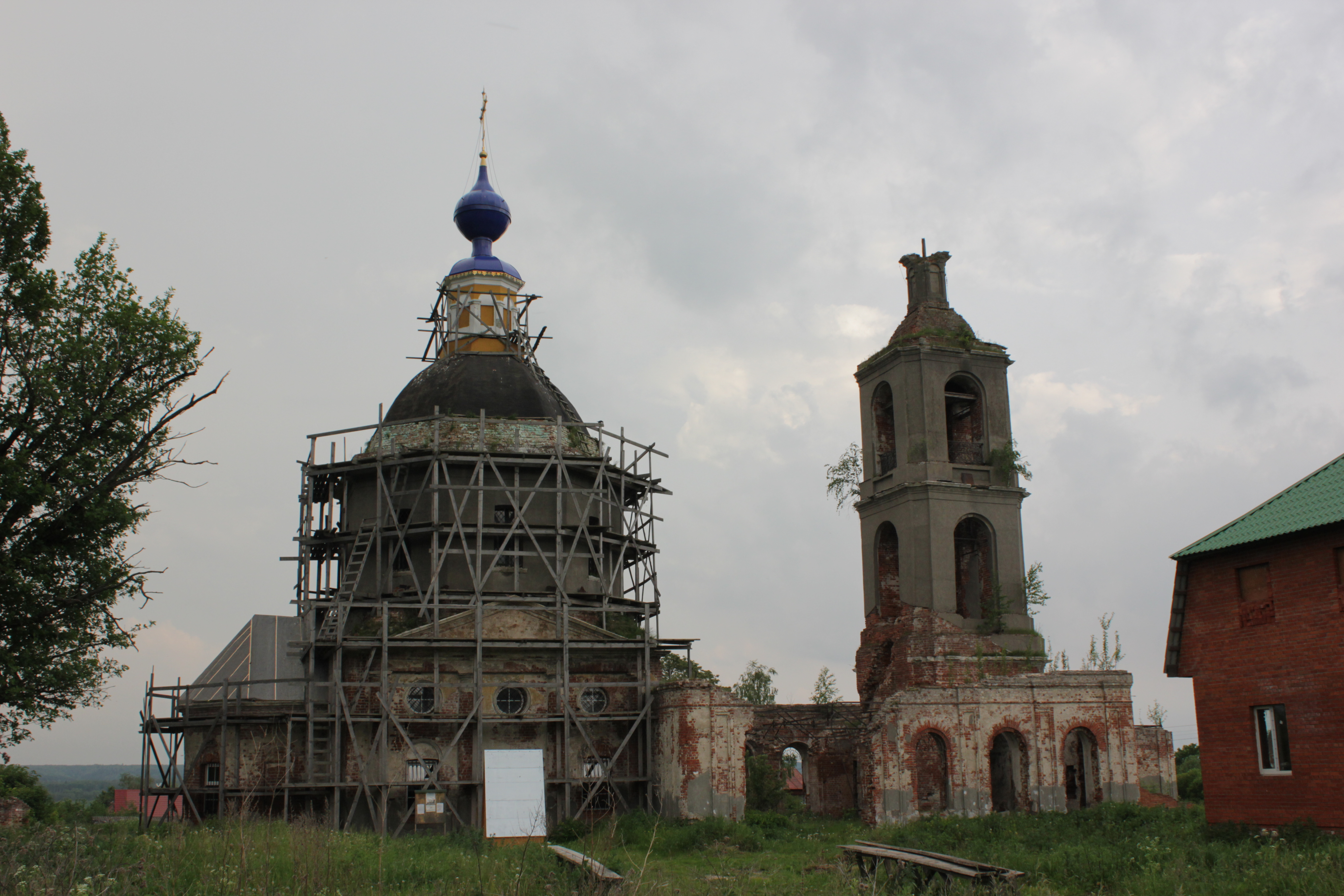
Фото Троицкой церкви в деревне Ольявидово

- Троицкая церковь

### Село Орудьево
- Покровская церковь

приписные храмы: храм праведного Лазаря Четверодневного, епископа Китийского и часовня благоверного князя Александра Невского

### ДеревняОчево. Погост Чёрная грязь
- Введенская церковь

### СелоПересветово
- Церковь иконы Всех Скорбящих Радость

### СелоПодчерково
- Богородицерождественская церковь

### СелоСысоево
- Троицкая церковь

### СелоТимоново
- Христорождественская церковь

### СелоЯкоть
- церковь Рождества Пресвятой Богородицы

приписной храм Новомучеников и исповедников Российских

## Бывшие храмы Дмитровского благочиния

### ПосёлокНовое Гришино
- Церковь Константина и Елены[6]

### ДеревняУдино
- Покровская церковь[7]

### СелоХраброво
- Покровская церковь[8]

### Ушедшие в Рогачёвское благочиние 26.07.2011 г.
Деревня Абрамцево
- Церковь Пресвятой Живоначальной Троицы.

Село Белый Раст
- Церковь Михаила Архангела.

Село Ведерницы
- Спасская церковь.

Село Глухово
- Тихвинская церковь

Деревня Говейново
- Церковь Рождества Богородицы

Деревня Гульнево
- Церковь Рождества Богородицы

Село Ивановское
- Церковь Иконы Всех скорбящих радость

Село Карпово
- Церковь Обновления храма Воскресения Христова

Село Куликово
- Церковь Покрова Богородицы

Деревня Матвейково
- Церковь Иконы Божией Матери Знамение

Село Озерецкое
- Никольская церковь
- Храм Покрова Божией Матери
- Храм Рождества Богородицы

Село Ольгово
- Введенская церковь

Деревня Пантелеево
- Троицкая церковь

Село Подмошье
- Никольский храм

Село Подъячево
- Церковь святителя Николая

Деревня Раменье
- Вознесенская церковь

Село Рогачево
- Никольский храм

Село Синьково
- Ильинская церковь

Деревня Спас-Каменка
- Преображенская церковь

Село Трёхсвятское
- Казанская церковь

Село Турбичево
- Троицкая церковь
- Часовня иконы Божией Матери Казанская

Село Чернеево
- Смоленская церковь

### Ушедшие в Яхромское благочиние 17.01.2017 г.
Село Батюшково
- Церковь Святителя Николая

Село Дубровки
- Церковь Сошествия Святого Духа
- Часовня благоверного князя Александра Невского

Село Игнатово
- Тихвинская церковь

Рабочий посёлок Икша
- Церковь священномученика Серафима (Звездинского), епископа Дмитровского
- Храм блаженной Матроны Московской

Село Ильинское
- Храм Рождества Христова
- часовня святого Николая
- часовня иконы Божией Матери Тихвинская
- часовня святителя Николая

Село Костино
- Храм Тихвинской иконы Божией Матери

Деревня Круглино
- Церковь Рождества Богородицы

Деревня Морозово
- Успенская церковь

Посёлок Некрасовский
- Церковь иконы Божией Матери «Нечаянная Радость»

Деревня Селевкино
- Церковь Рождества Пресвятой Богородицы

Деревня Сурмино
- Храм Вознесения Господня

Село Шуколово
- Успенская церковь
- часовня Новомучеников и исповедников Российских

Город Яхрома
- Вознесенская церковь
- Троицкий собор
- Покровский храм

## Канцелярия благочиния
Московская область, Дмитровский район, город Дмитров, Историческая площадь, дом 19.
Телефон 993-94-31, (49622) 7-43-78.